# Dracophyllum acicularifolium
Dracophyllum acicularifolium är en ljungväxtart som beskrevs av Walter Reginald Brook Oliver. Dracophyllum acicularifolium ingår i släktet Dracophyllum och familjen ljungväxter. Inga underarter finns listade i Catalogue of Life.